# Mistrzostwa Europy w Lekkoatletyce 2014 – pchnięcie kulą mężczyzn
Pchnięcie kulą mężczyzn – jedna z konkurencji technicznych rozgrywanych podczas lekkoatletycznych mistrzostw Europy na Letzigrund Stadion w Zurychu.
Obrońcą tytułu mistrzowskiego z 2012 roku jest Niemiec David Storl.

## Terminarz
| Data        | Godzina |            |
| ----------- | ------- | ---------- |
| 12 sierpnia | 10:04   | Eliminacje |
| 12 sierpnia | 19:34   | Finał      |

## Rekordy
Tabela prezentuje rekord świata, rekord Europy, najlepsze osiągnięcie mistrzostw Starego Kontynentu, a także najlepszy rezultat na świecie w sezonie 2014 przed rozpoczęciem mistrzostw.
|                          | Zawodnik       | Wynik | Miejsce     | Data                  |
| ------------------------ | -------------- | ----- | ----------- | --------------------- |
| Rekord świata            | Randy Barnes   | 23,12 | Los Angeles | 20 maja 1990(dts)     |
| Listy światowe           | Joe Kovacs     | 22,03 | Sacramento  | 25 czerwca 2014(dts)  |
| Rekord mistrzostw Europy | Werner Günthör | 22,23 | Rzym        | 29 sierpnia 1987(dts) |
| Rekord Europy            | Ulf Timmermann | 23,06 | Chania      | 22 maja 1988(dts)     |

### Listy europejskie
Tabela przedstawia 10 najlepszych wyników uzyskanych w sezonie 2014 przez europejskich lekkoatletów przed rozpoczęciem mistrzostw.
| lp. | Zawodnik         | Wynik | Data       | Miejsce        |
| --- | ---------------- | ----- | ---------- | -------------- |
| 1.  | David Storl      | 21.97 | 20 lipca   | Londyn         |
| 2.  | Aleksandr Lesnoj | 21.40 | 30 maja    | Adler          |
| 3.  | Anton Tikhomirov | 21.10 | 30 maja    | Adler          |
| 4.  | Borja Vivas      | 21.07 | 27 lipca   | Alcobendas     |
| 5.  | Tomasz Majewski  | 21.04 | 7 czerwca  | Szczecin       |
| 6.  | Marco Fortes     | 21.01 | 16 marca   | Leiria         |
| 7.  | Tomáš Staněk     | 20.93 | 7 czerwca  | Szczecin       |
| 7.  | Jan Marcell      | 20.93 | 16 lipca   | Uście nad Łabą |
| 9.  | Georgi Iwanow    | 20.91 | 21 maja    | Sofia          |
| 10. | Asmir Kolašinac  | 20.79 | 7 sierpnia | Prijepolje     |

## Rezultaty

### Eliminacje[3]
| Poz. | Grupa | Zawodnik          | Reprezentacja        | Próby | Próby | Próby | Wynik | Uwagi |
| Poz. | Grupa | Zawodnik          | Reprezentacja        | 1     | 2     | 3     | Wynik | Uwagi |
| ---- | ----- | ----------------- | -------------------- | ----- | ----- | ----- | ----- | ----- |
| 1.   | B     | David Storl       | Niemcy               | 20,76 |       |       | 20,76 | Q     |
| 2.   | A     | Borja Vivas       | Hiszpania            | 20,53 |       |       | 20,53 | Q     |
| 3.   | B     | Tomasz Majewski   | Polska               | 20,50 |       |       | 20,50 | Q     |
| 4.   | B     | Gaëtan Bucki      | Francja              | 20,05 | 20,21 |       | 20,21 | Q, PB |
| 5.   | B     | Georgi Iwanow     | Bułgaria             | 20,18 |       |       | 20,18 | Q     |
| 6.   | A     | Asmir Kolašinac   | Serbia               | 19,82 | 20,15 |       | 20,15 | Q     |
| 7.   | B     | Walerij Kokojew   | Rosja                | 19,78 | x     | 20,09 | 20,09 | q     |
| 8.   | A     | Jan Marcell       | Czechy               | 19,23 | 20,09 | 19,60 | 20,09 | q     |
| 9.   | B     | Carlos Tobalina   | Hiszpania            | 18,24 | 20,06 | 20,04 | 20,06 | q     |
| 10.  | B     | Marco Fortes      | Portugalia           | 19,19 | 18,86 | 20,03 | 20,03 | q     |
| 11.  | A     | Stipe Žunić       | Chorwacja            | 19,67 | 19,94 | 19,80 | 19,94 | q     |
| 12.  | A     | Aleksandr Lesnoj  | Rosja                | 19,27 | 19,52 | 19,88 | 19,88 | q     |
| 13.  | B     | Ladislav Prášil   | Czechy               | 19,83 | x     | x     | 19,83 |       |
| 14.  | A     | Tomáš Staněk      | Czechy               | x     | 18,39 | 19,61 | 19,61 |       |
| 15.  | A     | Yioser Toledo     | Hiszpania            | 18,85 | 19,59 | x     | 19,59 |       |
| 16.  | B     | Marin Premeru     | Chorwacja            | x     | 18,95 | 19,55 | 19,55 |       |
| 17.  | B     | Leif Arrhenius    | Szwecja              | 19,11 | 19,30 | 19,54 | 19,54 |       |
| 18.  | A     | Jakub Szyszkowski | Polska               | 19,15 | x     | 19,46 | 19,46 |       |
| 19.  | B     | Hamza Alić        | Bośnia i Hercegowina | x     | 19,10 | 19,36 | 19,36 |       |
| 20.  | A     | Andrei Gag        | Rumunia              | 19,18 | 19,08 | 18,88 | 19,18 |       |
| 21.  | A     | Arttu Kangas      | Finlandia            | 18,17 | 18,62 | 19,07 | 19,07 |       |
| 22.  | A     | Kemal Mešić       | Bośnia i Hercegowina | x     | 18,81 | x     | 18,81 |       |
| 23.  | A     | Māris Urtāns      | Łotwa                | 18,35 | x     | x     | 18,35 |       |

### Finał
| Poz. | Zawodnik         | Reprezentacja | Próby | Próby | Próby | Próby | Próby | Próby | Wynik | Uwagi |
| Poz. | Zawodnik         | Reprezentacja | 1     | 2     | 3     | 4     | 5     | 6     | Wynik | Uwagi |
| ---- | ---------------- | ------------- | ----- | ----- | ----- | ----- | ----- | ----- | ----- | ----- |
| 01 ! | David Storl      | Niemcy        | 21,41 | x     | x     | 20,75 | x     | 20,98 | 21,41 |       |
| 02 ! | Borja Vivas      | Hiszpania     | 20,07 | 20,86 | 20,59 | 20,69 | x     | 20,38 | 20,86 |       |
| 03 ! | Tomasz Majewski  | Polska        | 20,56 | 20,83 | 20,65 | 20,76 | 20,57 | 20,50 | 20,83 |       |
| 4.   | Stipe Žunić      | Chorwacja     | 20,02 | 20,68 | x     | x     | 19,73 | 19,86 | 20,68 | PB    |
| 5.   | Asmir Kolašinac  | Serbia        | x     | 20,11 | 20,36 | x     | x     | 20,55 | 20,55 |       |
| 6.   | Jan Marcell      | Czechy        | 19,31 | 20,48 | 20,17 | 19,77 | x     | x     | 20,48 |       |
| 7.   | Marco Fortes     | Portugalia    | 19,65 | 20,32 | 20,35 | x     | 20,21 | 19,66 | 20,35 |       |
| 8.   | Walerij Kokojew  | Rosja         | 18,93 | 19,59 | 20,23 | x     | x     | x     | 20,23 | SB    |
| 9.   | Carlos Tobalina  | Hiszpania     | 19,80 | 20,04 | x     |       |       |       | 20,04 |       |
| 10.  | Aleksandr Lesnoj | Rosja         | 19,52 | 19,49 | 19,83 |       |       |       | 19,83 |       |
| 11.  | Gaëtan Bucki     | Francja       | 19,75 | 19,55 | 19,50 |       |       |       | 19,75 |       |
| 12.  | Georgi Iwanow    | Bułgaria      | x     | x     | x     |       |       |       | NM    |       |